# بيتر باول فيرنانديز
بيتر باول فيرنانديز (بالإنجليزية: Peter Paul Fernandes)‏ (و. 1916 – 1981 م) هو لاعب هوكي الحقل، ولاعب كريكت من الهند، والراج البريطاني، شارك في الألعاب الأولمبية الصيفية 1936، توفي عن عمر يناهز 65 عاماً.

## التعليم
تعلم في St. Patrick's High School, Karachi ‏
.

## روابط خارجية
- بيتر باول فيرنانديز على موقع أوليمبيديا (الإنجليزية)